# لاك مغانتيك (كيبك)
لاك مغانتيك (بالإنجليزية: Lac-Mégantic, Quebec)‏ هي بلدية محلية في كيبيك تقع في كندا في Le Granit Regional County Municipality. يقدر عدد سكانها بـ 5,932 نسمة ومساحتها 25.20 كم2 .

## توأمة
للاك مغانتيك (كيبك) اتفاقيات توأمة مع كل من:
- تشنجيانغ
- دوردان [الإنجليزية]‏

## أعلام
- جيمس دوغلاس جونيور
- ويليام موريسون